# Peloribates angulatus
Peloribates angulatus är en kvalsterart som beskrevs av Bayartogtokh 2000. Peloribates angulatus ingår i släktet Peloribates och familjen Haplozetidae. Inga underarter finns listade i Catalogue of Life.